# Nanny (película)
Nanny es una película estadounidense de terror de 2022 escrita y dirigida por Nikyatu Jusu, en su debut como directora. Está protagonizada por Anna Diop, Michelle Monaghan, Sinqua Walls, Morgan Spector, Rose Decker, y Leslie Uggams. Jason Blum se desempeña como productor ejecutivo a través de su productora Blumhouse Television.
La película tuvo su estreno mundial en el Festival de Cine de Sundance el 22 de enero de 2022, donde ganó el Gran Premio del Jurado, convirtiéndose en la primera película de terror en ganar este premio en Sundance. Amazon Studios le dio a la película un estreno limitado en cines el 23 de noviembre de 2022, antes de su transmisión en Prime Video el 16 de diciembre de 2022.

## Argumento
Aisha, una inmigrante senegalesa indocumentada que vive en la ciudad de Nueva York, es contratada como niñera para cuidar a la hija de una pareja rica del Upper East Side. Aisha está persiguiendo el Sueño americano y espera traer a su hijo que dejó en Senegal para vivir con ella en los Estados Unidos. A medida que avanza la historia, se ve obligada a enfrentarse a una verdad oculta que amenaza con hacer añicos su precario sueño americano.

## Reparto
- Anna Diop como Aisha
- Michelle Monaghan como Amy
- Sinqua Walls como Malik
- Morgan Spector como Adam
- Rose Decker como Rose
- Leslie Uggams como Kathleen
- Olamide Candide-Johnson como Mariatou
- Jahleel Kamara como Lamine
- Princess Adenike como Nikki
- Zephani Idoko como Sallay
- Niahlah Hope como Mami Wata

## Producción
El 13 de abril de 2021, se anunció que Nikyatu Jusu haría su debut como directora con Nanny, una película que ella escribió y es parte de The Black List de 2020 de guiones que no se estrenarían en los cines durante ese año. En junio de 2021, Anna Diop, Michelle Monaghan, Sinqua Walls, Morgan Spector, Zephani Idoko y Phylicia Rashad se unieron al reparto de la película. Phylicia Rashad fue reemplazada por Leslie Uggams antes de que comenzara la producción.
La fotografía principal comenzó en junio de 2021 en la ciudad de Nueva York.

## Estreno
Nanny tuvo su estreno mundial en el Festival de Cine de Sundance el 22 de enero de 2022. En marzo de 2022, Amazon Studios y Blumhouse Productions adquirieron los derechos de distribución de la película en un acuerdo de alrededor de $7 millones, ganándolos en una situación competitiva que también incluía Sony Pictures Classics y Neon. Jason Blum, quien se unió a la película como productor ejecutivo después de la adquisición, comentó: “Estamos orgullosos de tener a Nanny de la escritora/directora Nikyatu Jusu como parte de nuestra lista para Amazon. Es una joya de una película de terror que combina una realización cinematográfica impresionante y una narración poderosa, y es merecedora del Gran Premio del Jurado que se otorgó en Sundance”. Los estudios planean estrenar la película tanto en cines como en Prime Video. Una presentación especial de la película se proyectó en el Festival Internacional de Cine de Toronto en septiembre de 2022, seguido de uno en el AFI Fest de 2022 el 3 de noviembre de 2022. Amazon Studios le dio a Nanny un estreno limitado en cines el 23 de noviembre de 2022, antes a la transmisión en Prime Video a partir del 16 de diciembre de 2022.

## Recepción
En el sitio web de revisión y reseñas Rotten Tomatoes, la película obtuvo un índice de aprobación del 90% sobre la base de 46 reseñas, con una calificación promedio de 6.9/10. El consenso de los críticos del sitio web dice: “Dirigida por la sólida actuación central de Anna Diop, la ingeniosa e inquietante Nanny es un prometedor debut para la guionista y directora Nikyatu Jusu”. En Metacritic, la película obtuvo un puntaje promedio de 72 sobre 100, basado en 30 críticas, lo cual indica “reseñas generalmente favorables”.

### Galardones
En el Festival de Cine de Sundance de 2022, Nanny ganó el Gran Premio del Jurado en la Competencia Dramática de Estados Unidos, lo que convirtió a Nanny en la primera película de terror, y a Jusu en la segunda cineasta negra, en ganar el gran premio.